# نقی‌لار
نقی‌لار (به لاتین: Nağılar) یک منطقه مسکونی در جمهوری آذربایجان است که در شهرستان گدابیگ واقع شده است. نقی‌لار ۳۱۱ نفر جمعیت دارد.